# Eurysthea caesariata
Eurysthea caesariata är en skalbaggsart som först beskrevs av Martins 1995.  Eurysthea caesariata ingår i släktet Eurysthea och familjen långhorningar.
Artens utbredningsområde är Venezuela. Inga underarter finns listade i Catalogue of Life.